# Margie Hunt
Margie Hunt, coniugata McDonald (Camargo, 1942), è un'ex cestista e allenatrice di pallacanestro statunitense.

## Carriera
Con gli Stati Uniti ha disputato i Campionati mondiali del 1964.